# Alexander Schulz (Slackliner)

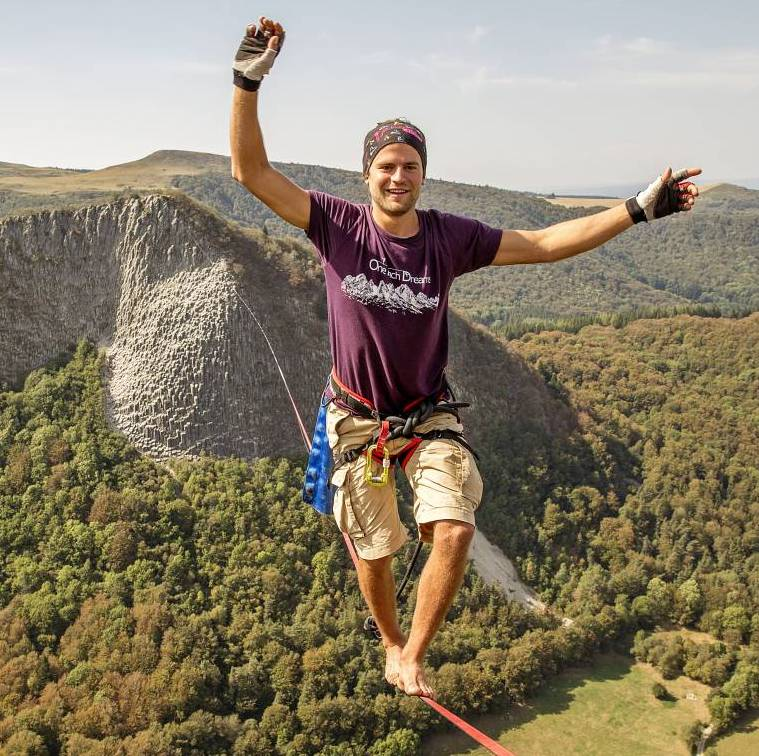
Alexander Schulz auf der Highline

Alexander Helmut Schulz (* 1991 in Rosenheim) ist ein deutscher professioneller Slackliner und mehrfacher Highline-Weltrekordhalter. Er hat zahlreiche „Erstbegehungen“ und Weltrekorde an außergewöhnlichen Orten erreicht. 

## Leben
Alexander Schulz wuchs in Rosenheim auf. Im Juni 2010 beging er seine erste Highline. In dieser Zeit lernte er bekannte Sportler dieser Szene kennen, u. a. seinen künftigen Teamkollegen und Geschäftspartner Johannes Olszewski.
Im Jahr 2011 erreichte er das Abitur. Seitdem widmet sich Schulz hauptberuflich dem Slacklinen. Zusammen mit Olszewski und drei weiteren Freunden gründete er Anfang 2012 One Inch Dreams, das sich zu einer Kreativagentur und Filmproduktion weiterentwickelte.
Zudem hält Schulz Vorträge zu den Themen Risikomanagement und Coping-Strategien sowie dem bewussten Umgang mit Angst. Er war verschiedentlich zu Gast im Fernsehen.

## Sportliche Karriere
Im Jahr 2011 unterzeichnete Schulz seinen ersten Sponsoringvertrag, im Juni des Jahres brach er den damaligen Weltrekord mit einer 140 Meter langen Waterline im Salzburger Land. Auf den Natural Games in Millau (Frankreich) beging er Mitte Juni 2011 die mit 115 Metern damals längste Highline der Welt in beide Richtungen (onsight fullman).
Zusammen mit seinem Teamkollegen Niklas Winter erreichte er mit einem Highline Stunt zwischen den Seilbahnkabinen der Zugspitz-Gletscherbahn im Juli 2014 mediale Aufmerksamkeit.
Mit der Begehung der 375 m langen Highline The Ghost Inside im chinesischen Yangshuo verdoppelte er die Länge seines alten Highline-Weltrekordes. Wenige Tage beging er eine 610 Meter langen Slackline in der Wüste Gobi, damit brach er den Weltrekord für die längste Slackline über dem Boden (sogenannte Longline).
2016 scheiterte Schulz beim Versuch, eine 650 Meter lange Highline über den Vulkan Roches Tuilieres et Sanadoire (Auvergne) zu begehen. Nach einem ersten Abbruch gelang das Projekt einen Monat später, Schulz brach damit den Weltrekord für die längste Polyamid-Highline.
Im Dezember 2016 lief Schulz im Rahmen einer Filmproduktion die weltweit längste und höchste Highline in urbaner Umgebung zwischen den höchsten Gebäuden von Mexiko-Stadt (Torre Reforma und Torre BBVA Bancomer) über der Paseo de la Reforma.
Am 15. April 2020 gelang Schulz gemeinsam mit seinem brasilianischen Kollegen Rafael Bridi der erste Highline-Lauf über einen aktiven Vulkan, dem Mount Yasur auf der Insel Tanna (Vanuatu), trotz erschwerter Bedingungen aufgrund der weltweiten COVID-19-Pandemie.

## Slackline-Weltrekorde
| Datum            | Kategorie           | Länge / Höhe (kein Rekord in Klammern) | Ort (Land)                    | Details |
| ---------------- | ------------------- | -------------------------------------- | ----------------------------- | --- |
| 04.06.2011       | Waterline           | Länge: 140 m                           | Uttendorf (AT)                | Im Rahmen des „Boulderjam“ Boulder- & Slackline-Festivals |
| 21.06.2011       | Highline            | Länge: 115 m (Höhe: 110 m)             | Millau (FR)                   | Im Rahmen des Outdoor- & Musikfestivals „Natural Games“ |
| 21.21.2011       | Highline            | Länge: 119 m (Höhe: 100 m)             | Consumnes River Gorge (USA)   | Geteilter Rekord mit Jerry Miszewski |
| 02.06.2012       | Waterline           | Länge: 166 m                           | Uttendorf (AT)                | Im Rahmen des „Boulderjam“ Boulder- & Slackline-Festivals |
| 13.06.2013       | Highline            | Länge: 140 m (Höhe: 80 m)              | Werdenfelser Land (DE)        | Begleitet von „Abenteuer Leben“ (Kabel eins) |
| 14.08.2014       | Waterline           | Länge: 271 m                           | Helgoland (DE)                | |
| 28.08.2014       | Waterline           | Länge: 327 m                           | Eibsee (DE)                   | |
| 19.11.2014       | Highline            | Länge: 375 m (Höhe: 100 m)             | Yangshuo (CN)                 | |
| 09.05.2015       | Longline            | Länge: 610 m                           | Innere Mongolei (CN)          | Änderung der Vorspannung während des Laufs |
| 18.09.2016       | Waterline           | Länge: 535 m                           | Schnalstal (IT)               | Im Rahmen der 25 Jahr-Feierlichkeiten des Ötzi-Fundes |
| Mai 2017         | Waterline           | Länge: 674 m                           | Wanfo See (Provinz Anhui, CN) | Geteilt mit 10 anderen Athleten |
| 04.12.2017       | Highline urban      | Länge: 217 m Höhe: 247 m               | Mexiko-Stadt                  | Längste und höchste Highline in urbaner Umgebung |
| 24. – 26.05.2018 | Ausdauer-Slacklinen | Strecke: 8 km                          | Spreitenbach (CH)             | Längste auf einer Highline zurückgelegte Strecke an einem Tag (Pausen und Verlassen der Highline waren erlaubt) - Geteilter Rekord mit vier anderen Athleten während wohltätigem Event |
| 15.08.2018       | Ausdauer-Slacklinen | Strecke: 11 km                         | Villach (AT)                  | Längste auf einer Highline zurückgelegte Strecke an einem Tag (Pausen und Verlassen der Highline waren erlaubt)                                                                        |
| 15.04.2020       | LavaLine            | Länge: 260 m                           | Yasur, Tanna (VU)             | Erste und längste Slacklinebegehung an einem aktiven Vulkan |